# Circuits aleatoris quàntics
Circuits aleatoris quàntics (QRC) és un concepte d'incorporació d'un element d'aleatorietat a les operacions i mesures unitàries locals d'un circuit quàntic. La idea és similar a la de la teoria de matrius aleatòries que consisteix a utilitzar el QRC per obtenir resultats gairebé exactes de problemes no integrables i difícils de resoldre mitjançant la mitjana d'un conjunt de resultats. Aquesta incorporació de l'aleatorietat als circuits té molts possibles avantatges, alguns dels quals són (i) la validació d'ordinadors quàntics, que és el mètode que va utilitzar Google quan va reivindicar la supremacia quàntica el 2019, i (ii) comprendre l'estructura universal dels processos de no equilibri i de termalització en la dinàmica quàntica de molts cossos.

## Circuits aleatoris quàntics
Els components d'alguns circuits quàntics generals serien qubits, portes unitàries i mesures. L'evolució temporal dels circuits quàntics és discreta en el temps {\displaystyle t\in \mathbb {Z} }, i els estats van evolucionant pas a pas en el temps per l'aplicació d'operadors unitaris {\displaystyle U_{t}\equiv U(t;t-1)} sota el qual evoluciona un estat pur segons {\displaystyle |\psi (t)\rangle =U_{t}|\psi (t-1)\rangle } (tingueu en compte que els operadors unitaris poden enredar estats). Així, l'evolució del temps a partir d'un temps inicial, diguem {\displaystyle t=0}, durant algun temps {\displaystyle t} seria donat per {\displaystyle U(t;0)=U_{t}U_{t-1}\cdots U_{3}U_{2}U_{1}} on per a cada pas, l'operador unitari està representat per un producte tensor de portes unitàries locals {\displaystyle u_{\tau ,x}} on el {\displaystyle x} index especifica l'enter de gelosia que connecta un parell de qubits, i {\displaystyle \tau } és el pas de temps.

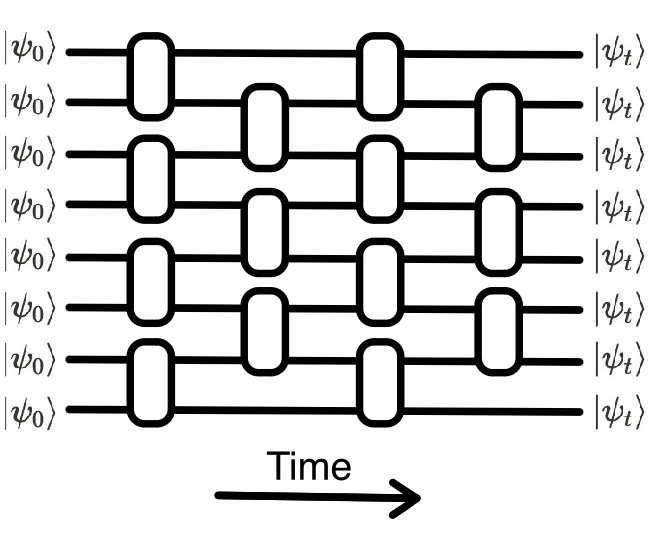
Figura 1) Aquest és un diagrama de circuit quàntic que mostra 8 qubits en el temps t=0 al costat esquerre que pateixen algunes portes unitàries (les caixes blanques) a mesura que passa el temps per donar algun estat final.

La figura 1, mostra un diagrama temps-espai d'un circuit quàntic que mostra les interaccions locals a cada pas de temps. En el llenguatge de la teoria de la informació quàntica, el nombre de qubits {\displaystyle n} és l'amplada del circuit i definim la seva profunditat {\displaystyle d} com el nombre de capes de portes unitàries. Per tant, per a la configuració de la figura 1, {\displaystyle n=8} i {\displaystyle d=4}. Una altra manera d'interpretar el circuit és mirar-lo com una xarxa tensor en la qual cada caixa morada és una porta local {\displaystyle u_{\tau ,x}} operant en dos qubits i la contracció total dels índexs de qubits al començament {\displaystyle t=0} i el final al temps {\displaystyle t} a la gelosia els enters donarien l'evolució total del temps unitari {\displaystyle U(t;0)}. Així, l'amplitud de propagació d'algun estat inicial donada pels índexs {\displaystyle \left\{a_{1}a_{2}\cdots a_{L}\right\}} a un estat final amb els índexs {\displaystyle \left\{b_{1}b_{2}\cdots b_{L}\right\}} és {\displaystyle \langle a_{1}a_{2}\cdots a_{L}|U(t;0)|b_{1}b_{2}\cdots b_{L}\rangle .} D'altra banda, les mesures desencallaran els qubits. Les mesures utilitzades s'anomenen mesures projectives, definides com a observacions que deixen sense canvis els graus de llibertat en un estat propi de l'operador mesurat.

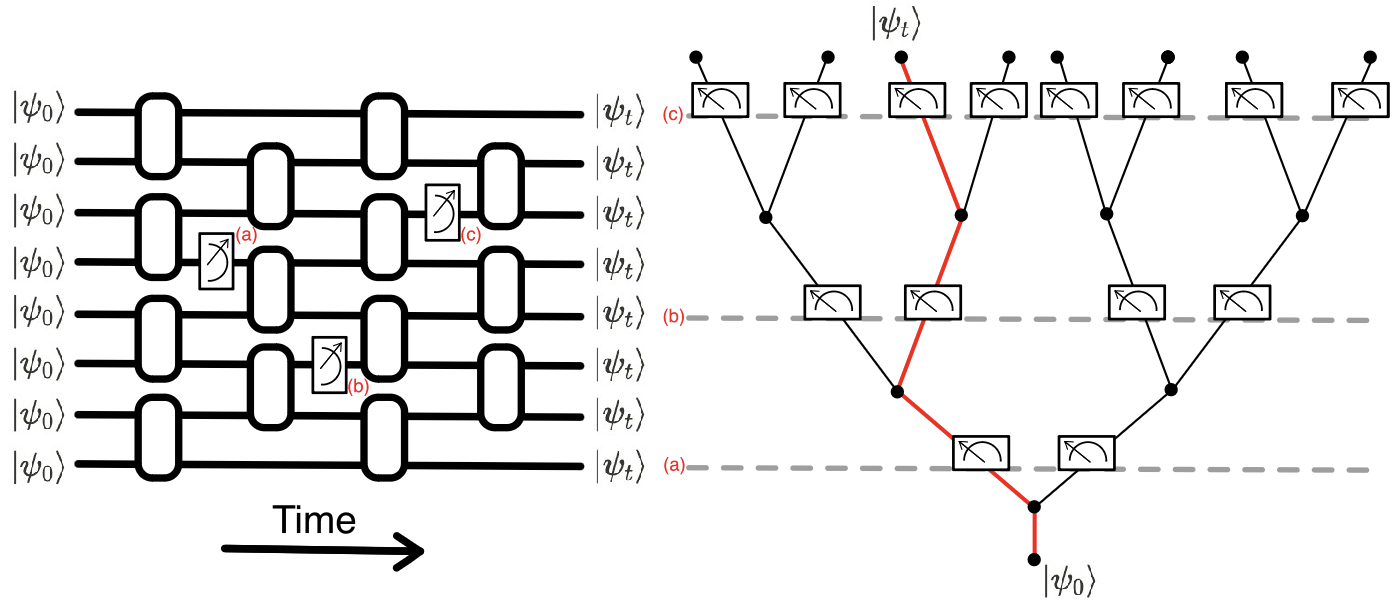
La figura 2) mostra un diagrama d'un circuit quàntic (a l'esquerra) amb algunes mesures indicades per (a), (b) i (c). El diagrama de la dreta mostra la naturalesa estocàstica de les mesures en física quàntica, en què hi ha diferents resultats possibles per a cada mesura.

Les mesures en mecànica quàntica són estocàstiques per naturalesa, el que significa que els circuits amb la mateixa estructura exacta (qubits i portes) donarien resultats diferents en diferents execucions, vegeu la figura 2. Encara que aquesta naturalesa estocàstica, s'ha de diferenciar de l'atzar. Deixa {\displaystyle {\textbf {m}}=\left\{m_{1},m_{2},\cdots ,m_{M}\right\}} ser el conjunt de resultats d'alguna mesura aleatòria, llavors diferents mesures en un conjunt fix de portes unitàries donarien diferents {\displaystyle {\textbf {m}}} registres. Vegeu el diagrama esquemàtic de la figura 2, que dibuixa un diagrama d'arbre amb cada branca que representa un possible resultat de les mesures que es mostren al circuit. Tingueu en compte que cada mesura resulta diferent {\displaystyle {\textbf {m}}}, que seria com una caminada aleatòria. Si el nostre sistema és només un qubit únic, aleshores cada mesura provoca un salt a l'esfera de Bloch. Tanmateix, en el cas de molts cossos, la situació és complicada a causa de les correlacions entre diferents qubits.

## Aplicacions

### Validació d'ordinadors quàntics a curt termini
Com que actualment ens trobem a l'era del Nosy Intermediate-Scale Quantum (NISQ), la qual cosa significa que els nostres ordinadors quàntics actuals no són tolerants a errors i no són prou grans per assolir la supremacia, estem buscant tasques que tinguin dues característiques:
- Clàssicament dur
- Viable experimentalment en dispositius a curt termini

Les tasques necessàries han de ser factibles en un ordinador quàntic, però clàssicament han de consumir recursos en termes, per exemple, de temps. Per exemple, aquesta tasca podria ser un sistema que es pugui resoldre en poc temps utilitzant un ordinador clàssic; tanmateix, a mesura que augmenta la complexitat del sistema (més gran mida o dimensions), el temps de càlcul no augmentaria linealment. En aquest cas, un ordinador clàssic d'última generació trigaria una quantitat de temps (anys) no raonable; Mentrestant, es creu que un ordinador quàntic ofereix una reducció exponencial del temps de càlcul necessari. Recerca sobre aquest tema per trobar una tasca d'aquest tipus centrada en problemes de mostreig. Un dels mètodes teòricament convincents que proporcionaria aquesta tasca és el mostreig de bosons, ja que mostra una forta evidència teòrica de complexitat. Tanmateix, els investigadors es van enfrontar a dificultats experimentals per aconseguir els resultats desitjats mitjançant aquest mètode de mostreig. Un altre mètode és el mostreig de circuits aleatoris, en el qual la tasca principal és mostrejar la sortida d'un circuit quàntic aleatori. Els resultats han demostrat que aquest enfocament seria més viable experimentalment amb els desenvolupaments recents dels qubits superconductors i té una forta evidència teòrica de complexitat. En l'afirmació de Google de la supremacia quàntica, han utilitzat el seu processador sicòmor, que va trigar uns 200 segons a provar una instància d'un circuit quàntic un milió de vegades. Mentre que, d'altra banda, un superordinador clàssic d'última generació trigaria 10.000 anys.

### No equilibri i termalització de la dinàmica quàntica de molts cossos
Una de les qüestions urgents en la dinàmica de molts cossos és com s'estén l'entrellat amb el temps mitjançant, per exemple, una extinció quàntica que és un sistema preparat inicialment que evoluciona de manera unitària en el temps per un canvi sobtat en els paràmetres de l'Hamiltonià inicial. La resposta a aquesta pregunta per a una part fonamental de la termalització proporcionaria una eina numèrica per simular la dinàmica quàntica. Els circuits aleatoris quàntics servirien com a pati per experimentar i comprendre aquests processos. Els resultats que utilitzen mètodes QRC han demostrat que hi ha una estructura universal darrere del creixement de l'entrellat sorollós